# Pescennina epularis
Pescennina epularis är en spindelart som beskrevs av Simon 1903. Pescennina epularis ingår i släktet Pescennina och familjen dansspindlar.
Artens utbredningsområde är Venezuela. Inga underarter finns listade i Catalogue of Life.